# Lemmes
Lemmes – miejscowość i gmina we Francji, w regionie Grand Est, w departamencie Moza.
Według danych na rok 1990 gminę zamieszkiwało 159 osób, a gęstość zaludnienia wynosiła 14 osób/km² (wśród 2335 gmin Lotaryngii Lemmes plasuje się na 886. miejscu pod względem liczby ludności, natomiast pod względem powierzchni na miejscu 511.).